# Serge Chaloff
Serge Chaloff (Boston, 24 de noviembre de 1923 - íd., 16 de julio de 1957) fue un músico estadounidense de jazz, saxofonista barítono. 

## Historial
Hijo de un pianista clásico, estudia música en el Conservatorio de su ciudad. Aunque comienza con el clarinete, pronto se pasa al saxo barítono, influido por Harry Carney. En 1939, hace su debut como profesional, en la big band de Tommy Reynolds. Entre 1940 y 1944 toca con diversas orquestas y cantantes, destacando después en la banda de Georgie Auld. A finales de 1945 entra en la big band de Jimmy Dorsey y es influenciado fuertemente por Charlie Parker, adoptando un lenguaje bop con el barítono.
Tras tocar en la banda de Boyd Raeburn, forma parte de los herds de Woody Herman, a partir de 1946, integrándose en los four brothers junto a Stan Getz, Zoot Sims y Herbie Steward, lo que lo convierte en el barítono más popular de la época, destronando a su admirado Harry Carney en los polls de las revistas Down Beat y Metronome. Problemas personales, derivados del consumo de drogas, lo van relegando gradualmente a la oscuridad, permaneciendo nueve años con actividad sólo puntual y en tratamientos médicos. Así, en 1949 deja a Herman, y regresa a Boston, donde toca, en 1950, en un par de sesiones con Count Basie. En 1954 aparece de forma inesperada en un programa de televisión y toca un tiempo en un club de Boston, aunque su estado de salud se agrava debido a una parálisis espinal, que le obliga a desplazarse con muletas, aunque a pesar de ello actúa en algunos festivales, junto a los Metronome All Stars, hasta que la parálisis es completa.

## Estilo
Chaloff es uno de los principales representantes del cool en la Costa Este norteamericana, con una complejidad melódica en sus desarrollos realmente excepcional, que unida a la intensidad emocional de sus sonoridad y a su original fraseo, lo convierten en unos de los más influyentes saxos barítonos de la historia del jazz. Fue además un músico innovador, atento siempre a las nuevas vías de desarrollo del jazz.